# Dole, Jura
Dole (francoska izgovorjava: [dɔl]) je mesto in občina v vzhodni francoski regiji Franche-Comté, podprefektura departmaja Jura. Leta 2009 je mesto imelo 24.906 prebivalcev.

## Geografija
Kraj leži v pokrajini Franche-Comté ob reki Doubs in kanalu Rona-Ren, 48 km jugovzhodno od Besançona in prav toliko jugovzhodno od Dijona.

## Uprava
Dole je sedež dveh kantonov:
- Kanton Dole-Jugozahod (del občine Dole, občine Abergement-la-Ronce, Choisey, Crissey, Damparis, Gevry, Nevy-lès-Dole, Parcey),
- Kanton Dole-Severovzhod (del občine Dole, občine Biarne, Champvans, Foucherans, Monnières, Sampans, Villette-lès-Dole).

Mesto je prav tako sedež okrožja, v katerega so poleg njegovih dveh vključeni še kantoni Chaumergy, Chaussin, Chemin, Dampierre, Gendrey, Montbarrey, Montmirey-le-Château, Rochefort-sur-Nenon in Villers-Farlays 83.544 prebivalci.

## Zgodovina
Dole je nekdanje glavno mesto pokrajine Franche-Comté. Ob zavzetju njegovega ozemlja s strani francoskega kralja Ludvika XIV. je bil pokrajinski parlament prestavljen iz Dola v Besançon, prav tako je bila v istem času (1481) preseljena v Besançon tudi Univerza, ustanovljena leta 1422 pod burgundskim vojvodom Filipom Dobrim.

## Zanimivosti
Dole je na seznamu francoskih umetnostno-zgodovinskih mest.
- Kolegial Notre-Dame,
- cerkev sv. Janeza Evangelista iz 60. let 20. stoletja,
- mestna hiša,
- Le musée Pasteur, rojstna hiša francoskega znanstvenika Louisa Pasteurja,
- Musée des Beaux-Arts de Dole, muzej stare in sodobne umetnosti ter arheologije,
- angleški vrt Jardin à la Faulx.

## Osebnosti
- Claude François de Malet (1754-1812), general Prvega cesarstva, tvorec poskusa državnega udara nad Napoleonom leta 1812,
- Louis Pasteur (1822-1895), znanstvenik, pionir na področju mikrobiologije,
- Marie Émile Antoine Béthouart (1889-1982), general armade, nosilec več državnih odlikovanj.

## Promet
- železniška postaja Gare de Dole ob progah Dole-Ville - Belfort, Dijon-Ville - Vallorbe (kanton Vaud, Švica), Chagny - Dole-Ville;

Severozahodno od mesta se nahaja križišče avtocest A36 (Ladoix-Serrigny, Beaune - Ottmarsheim, Mulhouse) in A39 (Dijon - Viriat, Bourg-en-Bresse). Jugozahodno od mesta, na ozemlju občin Tavaux in Gevry, se nahaja mednarodno letališče Dole-Jura. Dole se nahaja ob kolesarski izletniški poti EuroVelo 6 (EV6), ki povezuje atlantski Saint-Nazaire preko srednje Evrope s črnomorsko Constanzo. 

## Pobratena mesta
- Carlow / Ceatharlach (Irska),
- Kostroma (Osrednje zvezno okrožje, Rusija),
- Lahr/Schwarzwald (Baden-Württemberg, Nemčija),
- Northwich (Anglija, Združeno kraljestvo),
- Sestri Levante (Ligurija, Italija),
- Tábor (Bohemija, Češka),
- Taza (Maroko).